# Tripseuxoa
Tripseuxoa is een geslacht van vlinders van de familie Uilen (Noctuidae), uit de onderfamilie Noctuinae.

## Soorten
- T. carneata Forbes, 1934
- T. deeringi Schaus, 1929
- T. figulina Draudt, 1924
- T. hibernans Köhler, 1968
- T. inflammata Köhler, 1945
- T. jaujaensis Köhler, 1966
- T. kirschi Maassen, 1890
- T. molepa Schaus, 1898
- T. nemo Köhler, 1968
- T. petrowsky Köhler, 1961
- T. strigata Hampson, 1903
- T. sublimis Köhler, 1968